# 季逸超
季逸超（Peak Ji，1992年—），中国企业家、程序员及人工智能领域创新者，蝴蝶效应科技有限公司联合创始人兼首席科学家，以开发号称全球首款通用AI智能体“Manus”而知名。

## 早年生活与教育
季逸超1992年出生于中国北京，幼年随父母短暂移居美国，后于小学二年级返回北京，就读于北大附小和北大附中。少年时期，他展现出对计算机科学的浓厚兴趣，12岁开始自学编程，尝试开发操作系统内核。2010年，他进入北京信息科技大学计算机学院，攻读计算机科学学士学位，后因创业需要休学。2020年，他完成硕士学位，专注于人工智能技术研发。

## 职业生涯
2008年，16岁的季逸超开发了“猛犸浏览器”（Mammoth Web Browser），一款以低内存占用和流畅交互体验著称的移动端浏览器，他同期开发的手势输入法“Rasgueado”成为全球首款基于手势的输入工具。2012年，季逸超凭借这些成就获得真格基金和红杉资本的500万美元天使投资，创立Peak Labs，专注于智能搜索与AI技术。2014年，季逸超带领Peak Labs团队推出知识引擎“Magi”，旨在构建全球最大的中文知识图谱，2020年，OpenAI的GPT-3发布颠覆了知识图谱技术，季逸超于2022年将Magi出售，转型探索下一代AI技术。2022年，季逸超与肖弘、张涛共同创立蝴蝶效应科技有限公司，推出AI助手“Monica”，以浏览器插件形式提供多语言翻译、内容生成等功能，迅速在海外市场获得百万用户。2025年3月6日，季逸超主导发布了通用AI智能体“Manus”，以“Mens et Manus”（拉丁语：手脑并用）为理念，支持复杂任务的自主执行，如自动化文档处理和数据分析。

## 退出中国市场的争议
2025年7月，Manus突然退出中国市场，引发广泛讨论。部分X用户推测此举与美国投资人要求其在中美市场间“二选一”有关，以避免类似TikTok的监管压力。也有观点认为，退出是季逸超为追求全球市场和更高估值而做出的战略选择，但此举导致中国团队裁员，引发员工维权讨论。季逸超对此回应称，调整是为了“聚焦核心业务”，但未平息外界对其商业伦理的质疑。